# Jakhalmandi
Jakhalmandi è una città dell'India di 6.890 abitanti, situata nel distretto di Fatehabad, nello stato federato dell'Haryana. In base al numero di abitanti la città rientra nella classe V (da 5.000 a 9.999 persone).

## Geografia fisica
La città è situata a 29° 48' 0 N e 75° 49' 60 E e ha un'altitudine di 216 m s.l.m..

## Società

### Evoluzione demografica
Al censimento del 2001 la popolazione di Jakhalmandi assommava a 6.890 persone, delle quali 3.752 maschi e 3.138 femmine. I bambini di età inferiore o uguale ai sei anni assommavano a 871, dei quali 506 maschi e 365 femmine. Infine, coloro che erano in grado di saper almeno leggere e scrivere erano 4.925, dei quali 2.824 maschi e 2.101 femmine.